# Generale di brigata
Il Generale di Brigata è, in molte Forze Armate, il primo Grado degli Ufficiali Generali, solitamente corrisponde codice OF-6 (Generale ad una stella) o al codice NATO OF-7 (Generale a due stelle), posizionato gerarchicamente tra il Colonnello in basso e il Generale di Divisione in alto. In certi paesi si usa, invece, la denominazione di brigadier generale o semplicemente brigadiere (quest'ultimo non sempre considerato ufficiale generale) come grado subordinato al maggior generale. 

Insegne di grado per controspallina di Brigadier General dell'esercito degli Stati Uniti d'America.

Vi sono anche forze armate che non hanno questo grado, sicché il primo grado degli ufficiali generali è quello di maggior generale (in questi ordinamenti, per distinguere quattro gradi di generale, si aggiunge quello di colonnello generale), mentre le forze armate messicane hanno sia il grado di brigadiere generale sia quello di generale di brigata: il primo è quello di brigadiere generale, il secondo corrisponde al maggior generale. Il grado è utilizzato dalle forze armate di terra e dalle forze aeree che adottano un sistema di gradi mutuato dall'esercito. Nella marina militare il grado equivalente può essere contrammiraglio o commodoro, secondo il sistema adottato.
La brigata come unità militare fu introdotta dal re Gustavo II Adolfo di Svezia durante la Guerra dei trent'anni. Tale innovazione fu recepita a opera del Turenne in Francia dove nel 1667 fu creato, per il comando della nuova unità, il grado di brigadier des armées du roi, dal quale deriva la denominazione di brigadiere (generale) che si sarebbe diffusa nel mondo a partire dal XVIII secolo. La denominazione di generale di brigata risale, invece, all'epoca della Rivoluzione francese.

## Italia
In Italia il distintivo di grado del generale di brigata, conosciuto come brigadier generale nei corpi logistici e di amministrazione, è costituito da una stelletta e da una greca per l'Esercito e l'Arma dei Carabinieri, da una losanga e una greca per l'Aeronautica Militare. Il distintivo del corrispondente grado di contrammiraglio nella Marina Militare è costituito da un giro di bitta e una greca.
Gerarchicamente, il generale di brigata è sottoposto al generale di divisione e superiore al colonnello. Nel 1997 i gradi degli Ufficiali Generali erano stati ridenominati da Generale di brigata, Generale di divisione e Generale di Corpo d'Armata, in Brigadier generale, Maggior generale e Tenente generale e venne inoltre istituito, per il solo Capo di Stato Maggiore della Difesa, il grado a quattro stelle di Generale.
Dal 16 dicembre 2004 per effetto della legge 2 dicembre 2004, n. 299 le denominazioni per gli Ufficiali Generali provenienti dalle "Armi" sono tornate le classiche "Generale di brigata, Generale di divisione e Generale di corpo d'armata" mentre le denominazioni di Brigadier Generale, Maggior Generale e Tenente Generale sono rimaste in vigore per gli Ufficiali Generali provenienti dai Corpi Tecnici e Logistici.
Alcuni generali di brigata o brigadier generale indossano una seconda stella funzionale (o equivalente), con bordo rosso che rappresenta un incarico speciale o l'assunzione di un incarico di comando/staff del grado superiore.

### Esercito

Distintivo per controspallina di generale di brigata dell'Esercito Italiano
Distintivo per controspallina di generale di brigata con funzioni superiori

### Carabinieri, Marina ed Aeronautica

Distintivo per controspallina di generale di brigata dell'Arma dei Carabinieri
Distintivo per paramano di contrammiraglio della Marina Militare
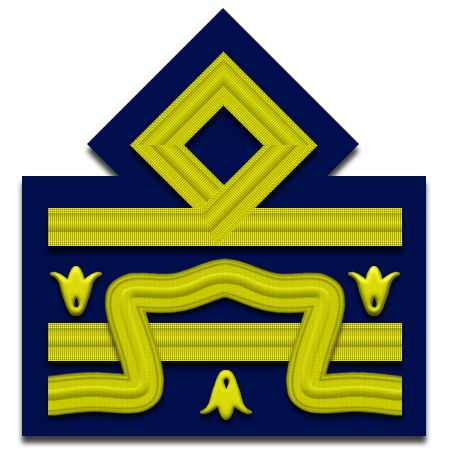
Distintivo per paramano di generale di brigata dell'Aeronautica Militare

### Guardia di finanza e Croce Rossa

Controspallina di generale di brigata della Guardia di Finanza
Controspallina di ispettrice nazionale del Corpo delle Infermiere Volontarie della Croce Rossa Italiana

### Polizia di Stato, Polizia Penitenziaria, Corpo Forestale e Vigili del Fuoco

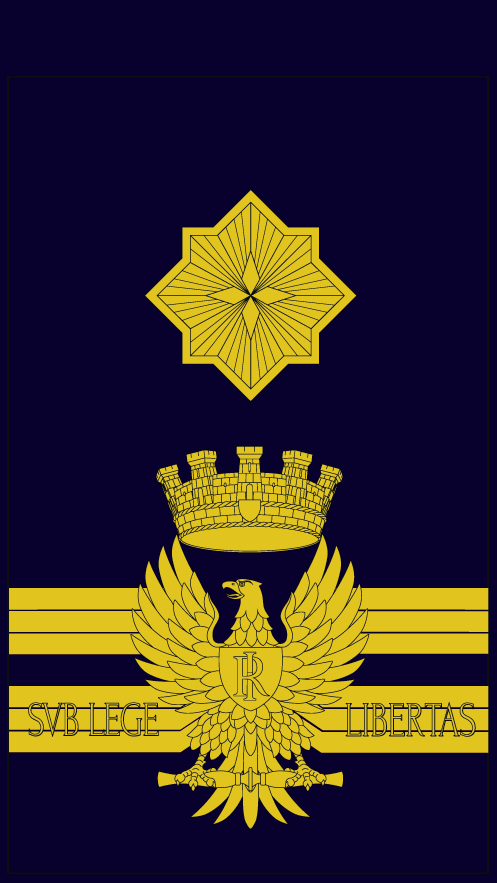
Dirigente superiore della Polizia di Stato
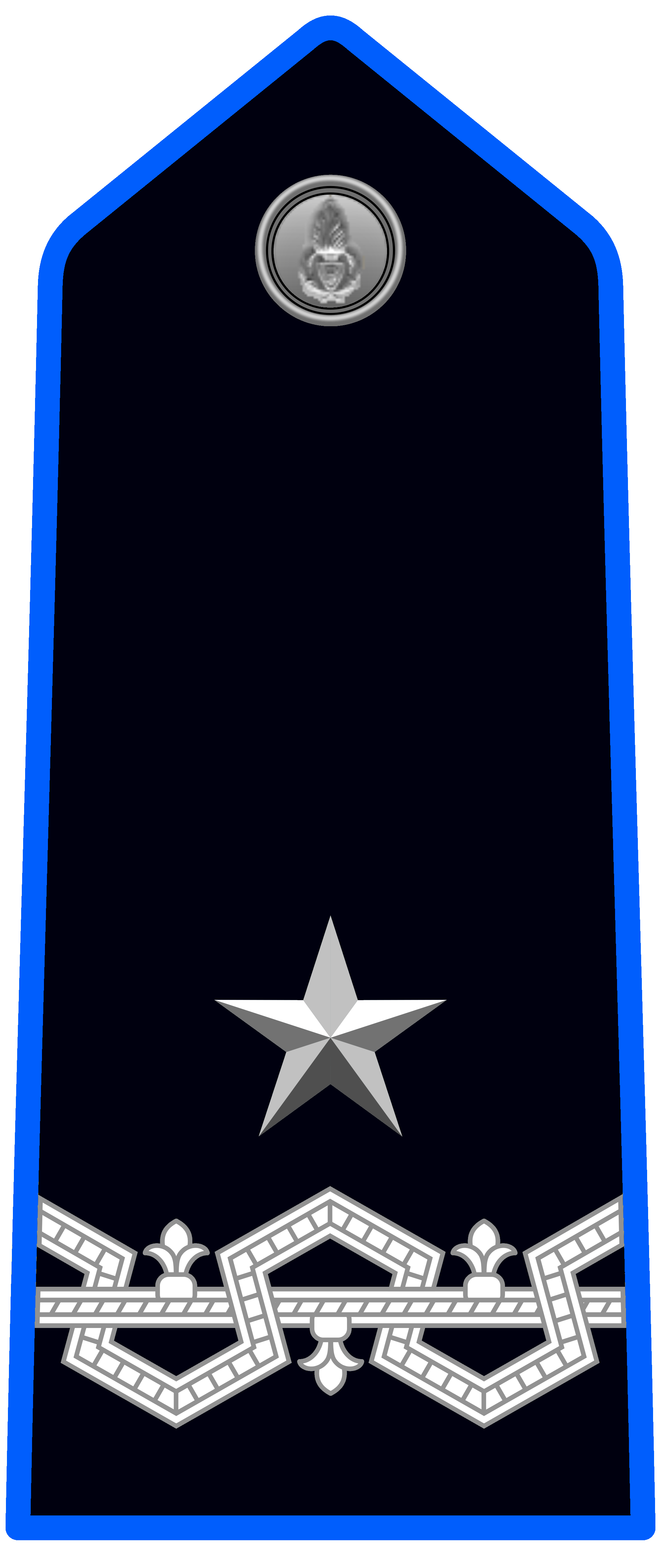
Dirigente superiore della Polizia Penitenziaria
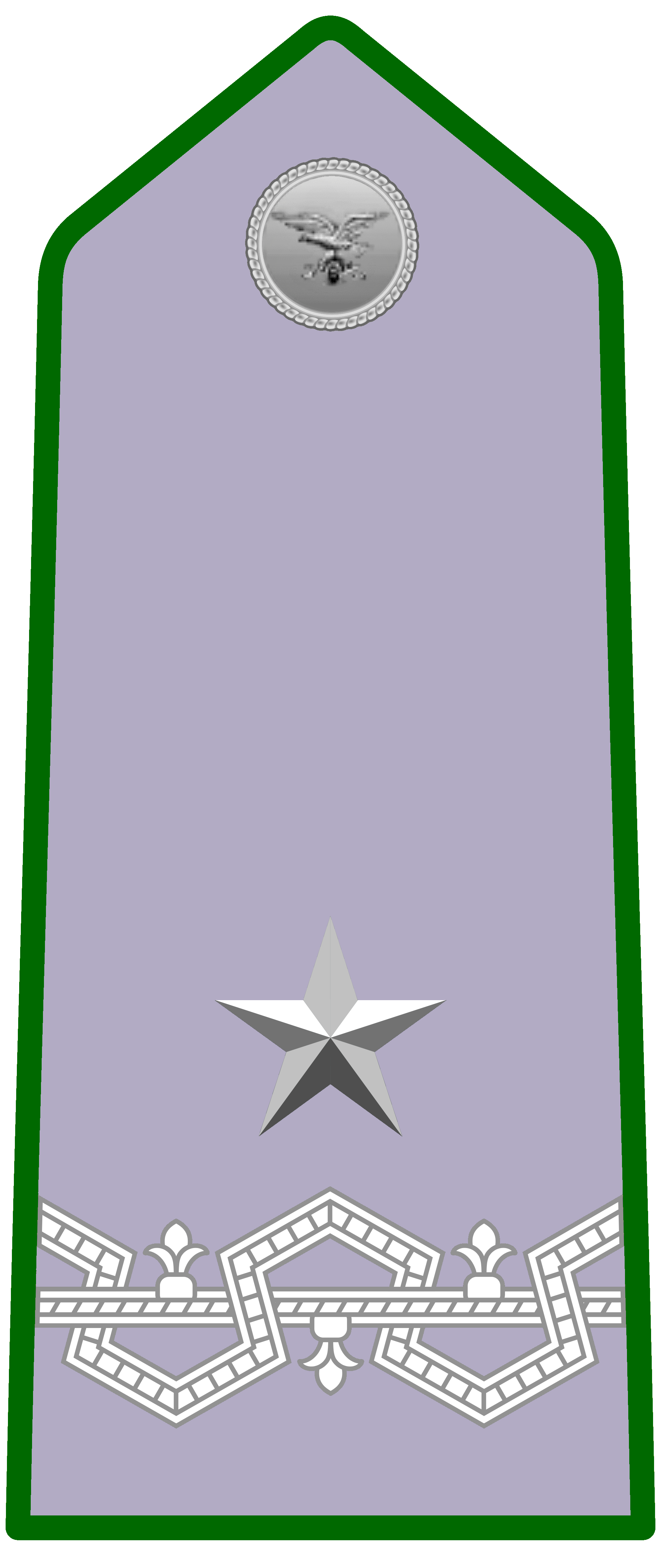
Dirigente superiore del Corpo Forestale dello Stato
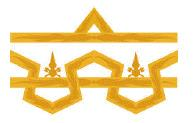
Dirigente superiore del Corpo Nazionale dei Vigili del Fuoco

## Brasile
In Brasile, il grado di General de Brigada è il primo grado di Ufficiali Generali nell'Esercito, sopra il grado di Coronel e sotto il grado di General de Divisão. L'equivalente nella Marina è Contra Almirante e nell'Aeronautica è Brigadeiro.
|                     |                   |                        |
| Exército Brasileiro | Marinha do Brasil | Força Aérea Brasileira |

## I gradi omologhi nel resto del mondo
Di seguito è riportata una lista dell'equivalente del grado per le principali forze armate mondiali:
 Albania?
 Arabia Sauditaعميد "Amid"
 ArgentinaGeneral de brigada
 AustraliaBrigadier
 AustriaBrigadier
 BelgioGénéral de brigade (lingua francese)
Brigadegeneraal (lingua fiammingo)
 Brasile?
 Bulgaria?
 CanadaBrigadier-general (lingua inglese)
Brigadier-général (lingua francese)
 CileGeneral de brigada
 CinaDa-Xiao、 大校
 Colombia?
 Corea del Nord?
 Corea del Sud?
 Croazia?
 CubaGeneral de brigada
 DanimarcaBrigadegeneral
 Egittoعميد "Amid"
 Estonia?
 FinlandiaPrikaatikenraali (lingua finlandese)
Brigadgeneral (lingua svedese)
 FranciaGénéral de brigade 
 GermaniaBrigadegeneral
 Giappone
- 陸将補 (Rikusō-ho)[2]
- 陸軍少将 (Rikugun-Shōshō)[2] · [3]

 GreciaTaxiarchos
 IndiaBrigadier
 Iranسرتیپ دوم "Sar-tip dovom"
 Iraqعميد "Amid"
 Irlanda?
 IsraeleTat Aluf
 Lettonia?
 Lituania?
 MessicoGeneral de brigada
 NorvegiaBrigadier
 Nuova Zelanda?
 Paesi BassiBrigadegeneraal
 Pakistan?
 PerùGeneral de brigada
 PoloniaGenerał brygady
 Portogallo?
 Regno UnitoBrigadier
 Romania?
 RussiaGeneral mayor
 SpagnaGeneral de brigada
 Siriaعميد "Amid"
 Slovenia?
 SveziaBrigad-general
 Stati UnitiBrigadier general 
 SudafricaBrigadier-General
 TaiwanShào Gjiàng、少将
 TurchiaTuğgeneral
 UruguayMayor general
 Venezuela?